# نوار آیت
در روز ۲۸ خرداد ۱۳۵۹ انتشار متن اظهارات حسن آیت، نماینده مجلس و دبیر سیاسی حزب جمهوری اسلامی علیه ابوالحسن بنی‌صدر، رییس‌جمهوری وقت، در روزنامه انقلاب اسلامی جنجال‌ برانگیز شد. این متن نسخه پیاده شده نواری (دو نوار) مربوط به سخنرانی آیت در یک جمع خصوصی بود که در آن از برنامه‌ای علیه بنی‌صدر خبر می‌داد و روزنامه انقلاب اسلامی آن را با عنوان سند توطئه آیت علیه دولت منتشر کرده بود. آیت در این سخنان گفته بود:«برنامه‌ای برای بنی‌صدر داریم که بابای بنی‌صدر هم نمی‌تواند مقاومت کند.» آیت متن را تحریف شده خواند اما ابوالحسن بنی صدر، تاکید کرد: آنچه در روزنامه انقلاب اسلامی چاپ شده متن کامل نوار است.پس از آنکه نوار از سوی بنی صدر در اختیار حزب جمهوری اسلامی قرار گرفت مشخص شد که متن منتشر شده اظهارات آیت، متن کامل اظهارات او نبوده است.

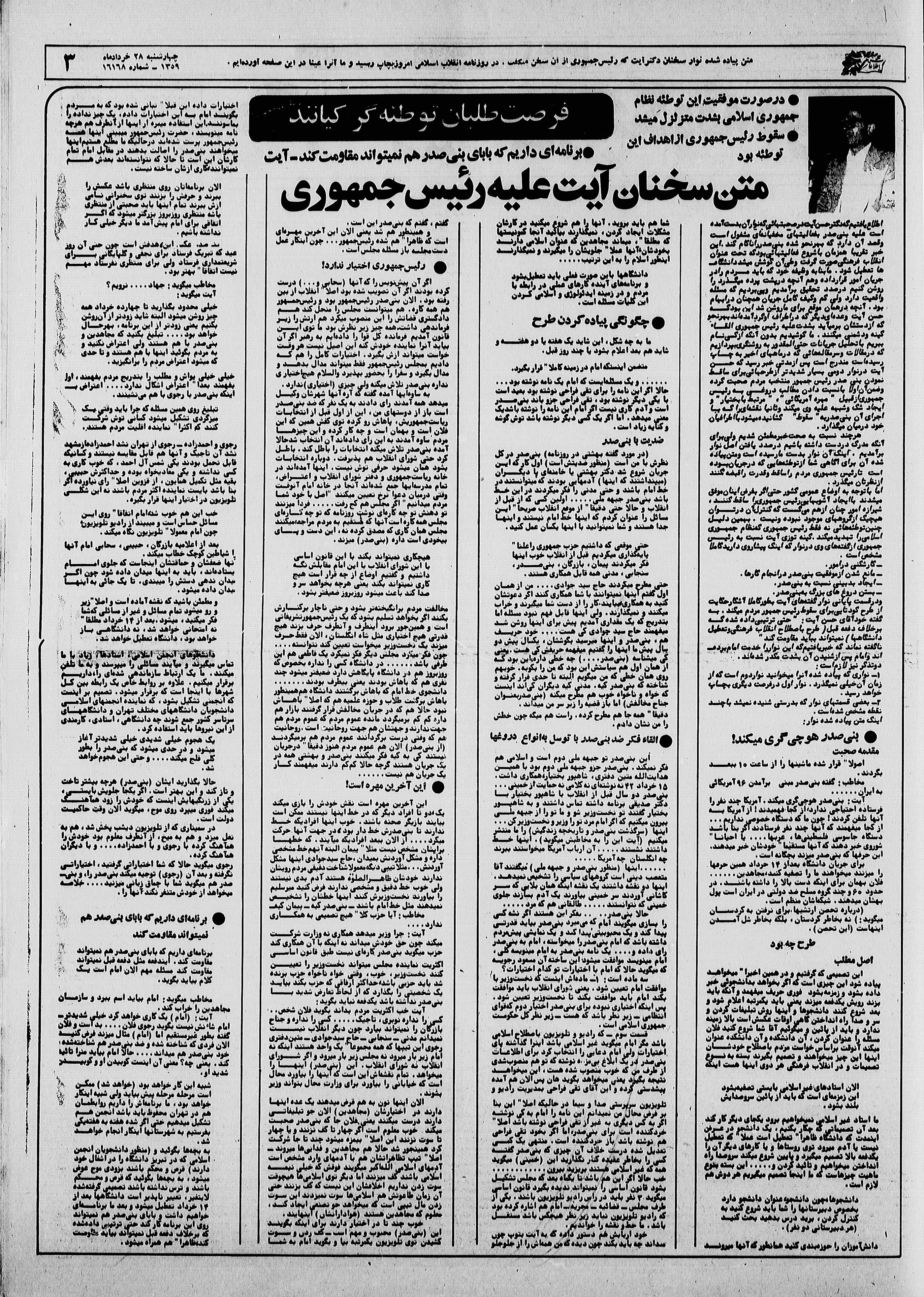
متن کامل نوار آیت

## مقدمه
حسن آیت که به عضویت هیأت رئیسه مجلس خبرگان تدوین قانون اساسی درآمد، یکی از حامیان کلیدی اصل ولایت فقیه در قانون اساسی جمهوری اسلامی و همزمان دبیر سیاسی وقت حزب جمهوری اسلامی بود. موضع اصلی آیت ضدیت با محمد مصدق و هواداران او بود. حزب زحمتکشان که او چهره اصلی باقیمانده‌اش در قدرت پس از انقلاب شد، در دوران نهضت ملی‌سازی صنعت نفت هم با مصدق مخالفت می‌کرد. بعدها در جریان انتخابات ریاست‌جمهوری ۱۳۸۸، مواضع آیت علیه مصدقی‌بودن میرحسین موسوی به یکی از تبلیغات وب‌سایت‌های محافظه‌کار علیه «جنبش سبز» بدل شد. آیت در این نوار تقریباً نام هر گروه مؤثری به جز اسلام‌گرایان راست‌گرای نزدیک خمینی را به عنوان یک هدف ضربه‌های آینده مطرح کرد. به باور آیت که حضورش در انتخابات ریاست‌جمهوری ۱۳۵۸ شکستی مطلق در برابر ۷۶ درصد رأی بنی‌صدر بود، قدرت باید مطلقاً در دست اعضای مرکزی حزب جمهوری اسلامی قرار می‌گرفت.

## مطالب نوارها

### نوار یک

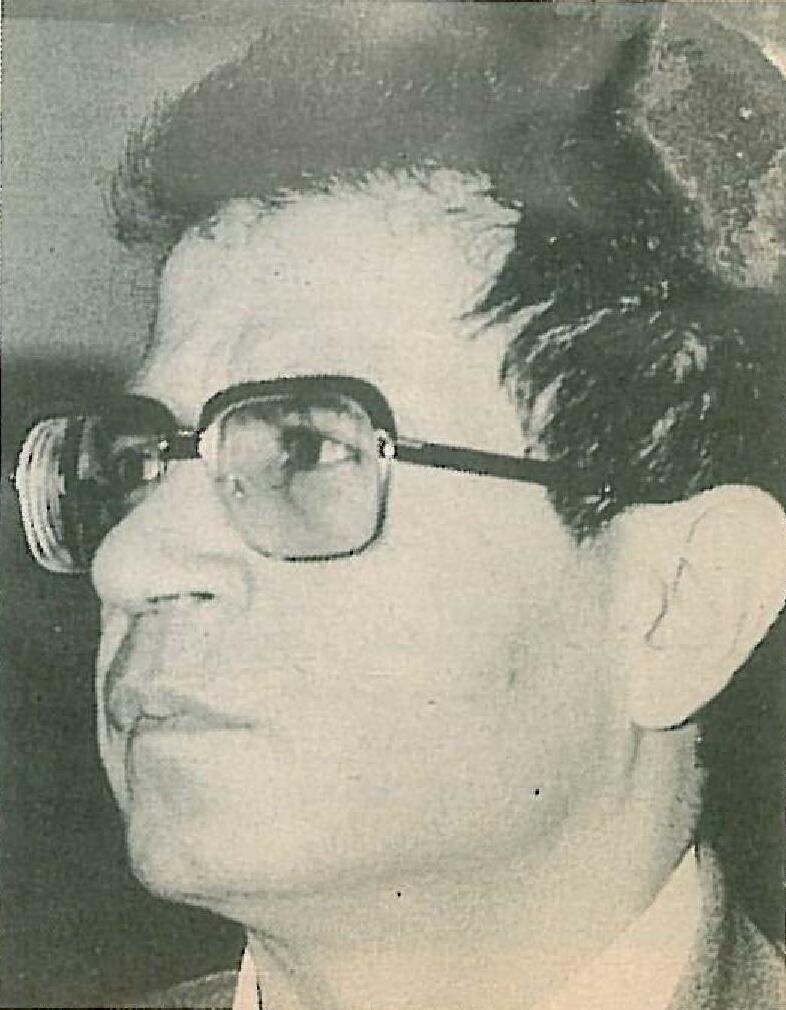
حسن آیت

#### درباره انقلاب فرهنگی
آیت درباره انقلاب فرهنگی در نوار فاش‌شده توضیحاتی را ارائه داد که مشخص است هدف آن ــ بر خلاف سخنان بنی‌صدر در بیانیه‌ی مربوط به انقلاب فرهنگی[1] ــ تصفیه نیروهای چپ است:
«اینکه الان استادهای غیراسلامی باید تصفیه بشوند، این زمزمه‌ای است که باید از پایین سروصدایش بلند بشود. بگویند ما غیراسلامی نمی‌خواهیم برود یک کار دیگر بکند... باید بخصوص دبیرستآنها را شما شروع کنید به کنترل کردن هر دبیرستان یکی دوتاتون باید بروید درس بدهید، بحث کنید، دانش‌اموزان را حوزه‌بندی کنید، همان‌طور که آنها (مجاهدین) می‌روند شما هم باید بروید و آنها را هم شروع می‌کنید در کارشان به اصطلاح مشکلات ایجاد کردن، یعنی نمی‌گذارید بیایند آنجا، کمونیستها که مطلقاً جلویشان گرفته خواهد شد می‌ماند مجاهدین که عنوان اسلامی دارند. آنها را هم عملاً جلویشان را می‌گیرند... دانشگاهها به این صورت فعلی باید تعطیل بشود.»

#### هدف بنی صدر من هستم
مخاطب ـ دیروز شما یک مسأله‌ای را مطرح کردید که گفتید بنی‌صدر الان با من رو در رو هست، واقعیتی که هست ولی بنی‌صدر شما را بیشتر هدف قرار می‌دهد یا کل حزب را یا مثلاً افرادی از حزب را؟
آیت ـ خوب، کل نظرش من بوده‌ام و از اول تا حالا، با حزب می‌توانست ظاهراً کنار بیاید، البته اگر من تویش نبودم، ولی الان نمی‌دانم. این است که کل حمله را متوجه من کرده است.

#### تخطئه اعضای جبهه ملی
دقیقاً از موقع انقلاب من صریحاً اعلام کردم که اینها جزو ما نیستند، اینها جدا هستند و شما نمی‌توانید با اینها یکسان عمل کنید، حتی موقعی که حزب جمهوری را داشتیم علنی پایه‌گذاری می‌کردیم آن قبل از انقلاب، خوب اینها فکر می‌کردند پیمان، بنی‌صدر، بازرگان، سحابی، مدنی هم قابل همکاری هستند و حتی مطرح کردند حاج سیدجوادی و فلان. من از همان اول گفتم اینها نمی‌توانند با شما همکاری کنند، اگر دعوتشان کنید به همکاری بیایند کار را از دست شما می‌گیرند و خراب می‌کنند...

#### تخطئه بنی صدر
بنی‌صدر توی جبهة ملی است و اسلامی فکر نمی‌کند، بنی‌صدر جزو جبهة ملی دوم بود با همین هدایت‌الله متین دفتری و شاپور بختیار همکاری داشته سال 1340 در یک کمیته بودند، توی یک جلسات شرکت می‌کردند با هم دوست بودند منتها اولین دعوایشان اواخر سال 40 شروع شد که اینها یک انتخابات انجام دادند، در این انتخابات سنجابی و حسیبی و زیرک‌زاده و دکتر صدیقی و این تیپ، علی ایحال قدیمی ها کمیته مرکزی را همه‌اش را اشغال کردند سهمی به بنی‌صدر و هدایت‌الله متین دفتری و دیگران ندادند گفتند اینها قابل آدم نیستند راهشون ندید... بنی‌صدری که دارد حالا دم از دین می‌زند تا سال 1341 در جبهة ملی بود، جبهة ملی دوم. وقتی که دیگر جبهة ملی کارش خراب شده بود سال 1342، 15 خرداد هم آقا بوده است، باز هم نه نوشته‌ای نه کلامی نه بیانی و نه حمایت از خمینی و دینداری. ... بنی‌صدر و دوستهای انجوریش جبهة ملی سوم را بنیان گذاشتند. جبهة ملی بود تا کم‌کم شروع کردند اینها هم از امام دم زدن ولی از مصدق بیشتر تا سال 45 که دیگر مصدق مرد باز اینها محوری نداشتند ولی باز هم امام را به عنوان زعامت ولی روزنامه‌هایش هست جبهة ملی، ادامه راه مصدق، نه راه خمینی تا بالاخره آن اواخر که دیگر 2 سال به آخر مانده نزدیک شدند به ایشان 

#### تئوریهای توطئه و نسبت خیانت
و بالاخره به ایران هم که آمدند بنی‌صدر به نام جبهة ملی به ایران آمدند آن هم منتها نه جبهة ملی که سنجابی ابتکار عمل داشته باشد، بلکه خودش اینجا دید زمینه نیست و زرنگی کرد خودش را کشید کنار بهش گفتند که نقش‌بازی کن از شاهپور بختیار شروع کردند هی نقشهای مختلف در غیاب با هم بودند پنهانی با هم بودند بالاخره به شاهپور بختیار شروع کردند هی نقشهای مختلف در غیاب با هم بودند پنهانی با هم بودند بالاخره به شاهپور بختیار گفتند تو کار نخست‌وزیری را قبول کن ولی ما تو را از جبهة ملی بیرون می‌کنیم که اگر امام برد ما را بیاورد سر کار...
.. آخرین روزها یعنی 2 سال به حکومت که معلوم بود که دیگر شاه به این صورت نمی‌تواند به ایران حکومت کند و خود آمریکا هم فهمیده بود، آمدند رفتند به حاج سیدجوادی گفتند آن نامة کذائی را (مخاطب ـ در مورد ارتش) دو نامه نوشت: یکی نامة 55 صفحه‌ای بود، یک نامة 200 و چند صفحه‌ای است، البته نامه‌ای به نسبت آن زمان ظاهراً تند که البته تندش هم این بود که باید قانون اساسی اجرا شود. آن قانون اساسی، شما قانون اساسی را اجرا نمی کنید، دیکتاتوری است، استبداد، شکنجه است، خوب حاج سیدجوادی که در ایران بود و این نامه را می‌نوشت و بین مردم هم پخش می‌شد یک نامة 200 صفحه‌ای که آن موقع به آن وسعت در ایران پخش شود: خوب معلوم است که مردم این را به حساب شجاعت حاج سیدجوادی می‌گذراند. نمی‌گذارند پای اینکه آمریکا بهش گفته بگو که یک قطب افراطی تشکیل بده که دورت جمع بشوند یا چندتا دیگر که این کار را کردند، دستور رسیده بود و این خطی که یا مستقیماً آمریکائی بود یا برای آمریکا قابل تحمل بود چون اینها تکیه می‌کردند به غرب و به آمریکا. همآنها شروع کردند به نامه پراکنی امثال حاج سیدجوادی و سنجابی و شاهپور بختیار فروهر و بقائی تمام اینها هر کدامشان نامه نوشتند و به شاه ایراد گرفتند و اگر چه شاه را کنار می‌گذاشتند ولی خوب ایراد گرفتن همه را می‌کشاندند به انتخابات. معلوم بود که انتخابات به نفع آمریکاست...

### نوار دوم

#### تعطیلی دانشگاه‌ها
اطمینان داد که تعطیلی دانشگاه‌ها با شدت و حدت پیگیری خواهد شد:
« به بچه‌ها فقط بگوئید که قرص بایستند و محکم باشید ترسی هم نداشته باشید. چون تصمیمی که گرفته شده، تصمیم لایتغیری است، تغییرپذیر نیست. دانشگاه از ۱۴ خرداد به بعد تعطیل می‌شود و غیر از تعطیل بعدش برنامه هست. برنامة خاص داریم، برنامه اجرا خواهد شد و بابای بنی‌صدر هم نمی‌تواند با آن برنامه کار بکند.»
بنی‌صدر مخالف تعطیلی دانشگاه‌ها بود و می‌گفت ستادهای گروه‌های سیاسی باید برچیده شوند. اما حمایت او از «بعثت فرهنگی» و اسلامی‌سازی دانشگاه‌ها باعث شد که ۱۴ خرداد رخ دهد. فدائیان خلق در نشریه خودشان پس از افشای نوار آیت همین موضوع را به بنی‌صدر یادآوری کردند.[2] بنی‌صدر پس از رسیدن به ریاست‌جمهوری یک هدف را دنبال می‌کرد: تمرکزبخشیدن به قدرت دولت، و از بین بردن گروه‌های شبه‌نظامی و نهادهای موازی همچون کمیته‌ها و نیز ممنوع‌کردن دخالت‌های «مکتبی» و غیرقانونی در نهادهای مختلف حکومتی.

#### ضربه‌زدن به بنی‌صدر و در هماهنگی با خمینی
آیت خود را طراح اصلی ضربه‌زدن به بنی‌صدر و در هماهنگی با روح‌الله خمینی معرفی کرد:
«کی شناخته شده ضد بنی‌صدر نقشه می کشد. همه جا سر زبان‌ها افتاده خود بنی‌صدر هم می‌داند. حالا امام بیاید من را تأیید کند معنی‌اش چیست؟ معنی اش کوبیدن او است و کوبیدن شدید او است. این است که شبه این کار خواهد بود. ممکن است مرحله به مرحله پیش بیاید ولی شبه این کار خواهد بود. برنامه‌اش را ما داریم. کارهایشان را هم داریم روابط‌تان هم با تهران محفوظ باشد. انجمن‌مان را تشکیل می دهیم و حتی اگر وقت داشت هفتگی هم اگر لازم بود برویم و بیائیم به این شهرها. به بچه‌ها بگوئید قرص و محکم به زودی موج عوض می‌شود.»

#### کنار گذاشتن افراد بخاطر عقیده
آیت در نوارهایش ابتدا از نامه‌ خمینی به تقی فراحی،‌ رئیس وقت رادیو و تلویزیون سخن گفت که به گفته او «بنی‌صدری» بود. فراحی تنها پس از ۱۰ روز ریاست بر صداوسیما استعفاء داد و گفت که گروه‌های قدرت‌طلب اجازه کار به او را نمی‌دهند. محتوای نامه خمینی به فراحی مشخص نیست. آیت پس از افشای نوار گفت:‌ «اطلاعی ندارم که نامه امام چه بوده اما فقط می‌دانم که امام خواستار این هستند که به هیچ‌وجه افراد انقلابی از رادیو تلویزیون بیرون نروند. افراد ضدانقلابی از رادیو تلویزیون بیرون بروند.» اما در نوار دوم خودش اشاره‌ای به مسأله کرده بود:
« بنی‌صدر گفته است کسی را به خاطر عقیده کنار نگذارید این [خمینی] می‌گوید همه را به غیر از اسلامی بریزید بیرون.»

#### متهم کردن بهشتی و خامنه ای
آیت در مورد اینکه به دلیل مواضع بهشتی «ظاهراً» حزب جمهوری اسلامی با بنی‌صدر اختلافی ندارد، گفت که این موضع‌ها «استراتژی» بهشتی است نه نظر واقعی او و بهشتی و حتی علی خامنه‌ای، رهبر آینده را به ندانستن «خط امام» متهم کرد: 
«خوب دکتر بهشتی یا خامنه‌ای یا دیگران آدمهایی بودند که می‌توانستند در خط امام باشند اما خطوط برایشان روشن نبود».

#### برنامه حمله به بنی صدر
آیت بنی‌صدر را به داشتن «خط آمریکا» متهم کرد و آشکارا از ترتیب‌دادن هجوم به او خبر داد:
«به زودی یک هجوم از دو طرف شروع می‌شود این طور نیست، اینها ضعف بنی‌صدر است ... باید به اینها میدان داد چون اگر به اینها میدان ندهید دستش را می‌بندد. باید بروند این چهره‌ها را بشناسند ولی تا یکجائی که آمدند مطمئن باشید که نقشة هجوم آماده است و اصلاً زیر و رو می‌شود ... یک هجوم خیلی شدیدی، خیلی شدیدتری آغاز می‌شود و در حدی واقع می‌شود که بنی‌صدر را به طور کلی فلج می‌کند. هیچ کاری نمی‌تواند بکند.»

#### علت قراردادن اصل ولایت فقیه در قانون اساسی
به گفته او، علت قراردادن اصل ولایت فقیه این بود که رئیس‌جمهوری اختیاری نداشته باشد: 
«رئیس جمهور فقط می‌تواند مدال بدهد و مدال بگیرد و سفرا را به حضور بپذیرد والسلام. هیچ اختیاری ندارد... یک نخست‌وزیر می‌خواست تعیین کند نتوانست...»

#### برنامه آیت برای سرکوبی مجاهدین خلق
آیت درباره اینکه چرا خمینی هنوز مجاهدین را آشکارا محکوم نکرده،‌ از برنامه سرکوب شدید پرده پرداشت:
«آن [مجاهدین] را یک کاری باید کرد که خیلی شدیدتر از اینها خواهد بود یعنی او [خمینی] شأنش نیست که بگوید رجوی، اینها بد هستند و فلان، گفته غیرمستقیم، اما او مثال می‌زند.»

#### درباره رابطه بنی صدر و مجاهدین خلق
«اعتراض نه، ولی تبلیغ بکنید، یعنی بگوئید که اینها با هم هستند و تا حدی که می‌شود اعتراض مردم را برانگیزید. خیلی یواش یواش که بله اینها یکی هستند و با هم و مطلب را مردم بفهمند اول بفهمند بعد اعتراض اشکالی ندارد به تدریج چرا.»

#### دوگانه بنی صدر-خمینی
آیت با توسل به این نظریه که دوگانه بنی‌صدر / خمینی قرار است به دوگانه مصدق / کاشانی تبدیل شود و محبوبیت خمینی به نفع قدرت‌گرفتن بنی‌صدر از بین برود، بین بنی‌صدر و خمینی شکاف انداخت. او از پی بردن خمینی به اشتباه خود سخن گفت. ابوالحسن بنی‌صدر در کتاب «نامه‌ها» و مصاحبه‌هایی که انجام داده، تأیید کرده است که خمینی خود نگران بدل شدن به کاشانی بود.

#### خشنودی از مرگ طالقانی
آیت از مرگ آیت‌الله طالقانی هم ابراز خوشنودی کرد؛ طالقانی از حامیان چپ‌ها و به ویژه مجاهدین خلق بود:
«اگر یکجا هم آقا اشتباه بکند بالاخره ماها می‌توانیم بهش بنویسیم: بهش بگوئیم و قبول می‌شود... همان بلائی که سر کاشانی آوردند سر خمینی بیاورند آدم بسازند مقابلش که محبوب باشد و و محبوبیتش اصلی باشد. ... طالقانی را تا حدی خوب ساختند یک مقدار اشکالاتی هم به وجود آوردند او هم که مرد. اگر بود خیلی اشکالاتی ممکن بود ایجاد کند گرچه خیلی مهمتر از اینها بود، حالا بنی‌صدر را مطمئناً نمی‌توانند مقابل امام بگذارند.»

#### حمایت از جانشینی منتظری
آیت به علاوه گفت که برای جلوگیری از قرار گرفتن هر شخص دومی در برابر خمینی، طرح جانشینی آیت‌الله منتظری در دستور کار است:
«اینها می‌خواهند بنی‌صدر را اصالت بدهند در مقابل امام، تمام کارشان این است که تا حالا که نتوانستند و بعدش هم نمی‌توانند کاری از ایشان ساخته نیست. منتها الان ما برنامه‌مان این است که منتظری باشد یعنی آنجا هم دانشجوها عکسش را ببرند... حرفش را بزنند توی سخنرانی نامی از او ببرند تمام اینها فعلاً باید روی منتظری باشد تا منتظری روزبروز بزرگتر بشود که اگر اتفاقی برای امام پیش آمد آن وقت دیگر ما خیلی کار نداشته باشیم. »

## عکس العمل ها

#### واکنش آیت
حسن آیت که آن زمان نماینده مجلس شورای اسلامی بود در گفت‌وگو با روزنامه کیهان، منتشرکنندگان این سخنان را به تلاش برای راه انداختن جنگ اعصاب در کشور متهم کرد. وی با بیان اینکه من مفصلاً در این زمینه صحبت خواهم کرد، گفت: «در مجموع باید بگویم که این شانتاژی است که روزنامه انقلاب اسلامی به راه انداخته است و می‌خواهد مجلس را تضعیف کند و با هوچی‌گری مجلس را مرعوب سازند، در حالی که مسلماً مرعوب نخواهد شد و راه انقلاب را ادامه خواهد داد. این یک جنگ طراحی شده است که روزنامه انقلاب اسلامی، چریک‌های فدایی خلق و دیگران از مدت‌ها قبل به راه انداخته‌اند.»

#### آیت الله خمینی
آیت الله خمینی در دوم تیرماه ۱۳۵۹ گفت: باید از این اختلافات که اخیرا به جان هم افتاده اند بری باشیم. وی روزنامه ها را از دامن زدن به اختلافات شدیدا برحذر داشت.

#### بنی‌صدر
در حالی که حسن آیت متن چاپ شده از نوار سخنانش را تحریف شده خوانده بود، ابوالحسن بنی‌صدر، تاکید کرد: آنچه در روزنامه انقلاب اسلامی چاپ شده متن کامل نوار است. بنی‌صدر در مورد اینکه شورای انقلاب چه تصمیمی در این مورد خواهد گرفت، گفت: یک مساله‌ای بود که ما دیروز در شورای انقلاب مطرح کردیم و میثاقی بستیم که میثاق وحدت بود.

#### بهشتی
محمد حسینی بهشتی، رییس دیوان عالی کشور و دبیرکل حزب جمهوری اسلامی تاکید کرد درباره مطالب منتشر شده بیش از هر کس باید خود دکتر آیت پاسخگو باشد. وی خاطرنشان کرد: «آنچه آقای آیت گفته است در رابطه با من، دوستانم و یا حزب جمهوری اسلامی نبوده و آن طور که خود مطلب نشان می‌دهد مساله‌ای است که مستقیما به خود آقای آیت و احیانا برخی از همفکرانشان ارتباط داشته است. البته حزب وظیفه دارد در این مورد به مساله رسیدگی کند و نظرش را اعلام کند. اما آنچه را که ملت ایران باید بداند این است که ما در ایران سخت به همفکری و همکاری دوستانمان معتقد هستیم و پایه‌های این همفکری و همکاری را روز به روز محکم‌تر می‌کنیم و امیدوارم هستیم آقای بنی‌صدر و دوستان ما و مجلس بتوانند از عهده این بار مسئولیت سنگینی که برعهده دارد، با همکاری و همفکری هرچه بیشتر برآید.» دکتر بهشتی در مورد شبکه‌ای که به قول روزنامه انقلاب اسلامی هدف آن برانداختن ریاست جمهوری بود، گفت: «این را باید ثابت کنند که آیا سخن یک نفر یا بیشتر تا چه حد می‌تواند تعیین‌کننده باشد. آقای بنی‌صدر به عنوان رییس جمهوری و به طور کلی فردی که از چهره‌های فعال و مسئول امور سیاسی و اجتماعی است، قبل از اینکه مسائل را این طور منتشر کنند باید تحقیق کنند ببینند این طرز فکر و سخن یک فرد یا چند فرد است یا اینکه مساله یک سازمان متشکل. چه سازمان متشکلی است که نه حزب جمهوری اسلامی از آن خبر دارد و نه دوستان ما؟ اگر این‌ها واقعاً از چنین سازمانی خبر دارند، خیلی بجاست که دقیقاً به اطلاع ما برسانند و لازم است چنین سازمانی به اطلاع ما رسیده باشد.»

#### خامنه‌ای
آیت‌الله خامنه‌ای عضو شورای مرکزی حزب جمهوری اسلامی نیز در گفت‌وگویی اعلام کرد که شورای مرکزی حزب تشکیل جلسه خواهد داد تا در این مورد تصمیم بگیرد. وی تاکید کرد که حزب در این مورد حتماً تحقیق خواهد کرد.

#### موسوی اردبیلی
آیت‌الله موسوی اردبیلی، دادستان کل انقلاب و عضو شورای انقلاب و حزب جمهوری اسلامی نیز تاکید کرد: «من با سمتی که دارم نمی‌توانم با دیدن یک مقاله حرف بزنم.» موسوی اردبیلی در مورد اینکه آیا وی به عنوان دادستان کل انقلاب تحقیقاتی در این مورد انجام خواهد داد، یا خیر گفت: «اگر طرف خودش اقدام نکند نه، زیرا اقدام دادستان کل یک شرایطی دارد. یعنی اگر کسی راجع به موضوعی ادعایی بکند و حرفی بزند درخواستی داشته باشد ما طبق مقررات کاری را انجام می‌دهیم.» وی در مورد اقدام دادستان بدون وجود شاکی خصوصی گفت: «اگر ما تشخیص بدهیم که این مساله مساله‌ای است که مربوط به مسائل کلی مملکت است، طبعا اقدام خواهیم کرد.» موسوی اردبیلی تاکید کرد: «اقدام دادستان کل بستگی دارد به اینکه این مساله چه عکس‌العملی در مملکت دارد. اگر شاکی خصوصی وجود نداشته باشد ولی دیدیم این مساله باعث بهم‌ریختگی مملکت است، طبعا باید اقدامی شود، اگر دیدیم آن اثر را ندارد، نه.»

#### دکتر عباس شیبانی
عباس شیبانی عضو شورای مرکزی حزب جمهوری اسلامی اعلام کرد حزب جمهوری اسلامی برای بررسی در این مورد، کمیسیونی تشکیل داده است که این مساله را بررسی کند و نتیجه را به شورای مرکزی بدهد. وی تاکید کرد: «مسلماً آقای آیت این طور حرف نزده‌اند چون ایشان خیلی منطقی فکر می‌کنند و می‌دانند که در موقعیت فعلی مملکت ایجاب می‌کند همه یکپارچه باشند، حرف‌هایی نمی‌زنند که ایجاد نفاق بکند.» شیبانی خاطرنشان کرد: «ولی اگر ثابت شود که آقای آیت مسائلی گفته است که برخلاف مصلحت مملکت است حزب درباره ایشان تصمیم جدی خواهد گرفت.» 

#### رفسنجانی
هاشمی رفسنجانی گفت: «به نظر من انتشار این مطلب در روزنامه درست نیست. چون جز اینکه ضدانقلاب را خوشحال کند نتیجه‌ای ندارد، زیرا این گونه اقدامات به نفع هیچ کس تمام نمی‌شود و اگر هم مسائلی بود، باید در مذاکره حل می‌شد.»

#### دکتر سنجانی
دکتر کریم سنجابی در واکنش گفت : میخواهند جبهه ملی را از امام جدا کنند